# Steve James (Schauspieler)
Steve James (* 19. Februar 1952 in New York; † 18. Dezember 1993 in Burbank, Kalifornien) war ein US-amerikanischer Schauspieler.

## Biografie
James wurde in New York City geboren. Sein Onkel James Wall war ebenfalls Schauspieler, ebenso wie sein Patenonkel Joe Seneca. Durch diesen inspiriert, besuchte Steve James die C. W. Post Campus-Universität auf Long Island, wo er Film und Kunst studierte.
Danach spielte er Theater und drehte für Fernsehwerbungen. Zudem ging er dem Kampfsport nach. Steve James begann seine Filmkarriere als Stuntman in Filmen wie The Wiz – Das zauberhafte Land, The Warriors, und The Wanderers. Er trat meistens in Actionfilmen auf. 1985 übernahm er eine tragende Rolle in American Fighter. Es folgten weitere Produktionen für die Produktionsfirma Cannon Films, einige erneut an der Seite von Michael Dudikoff.
Steve James starb an einem Pankreastumor in Burbank, Kalifornien im Alter von 41 Jahren. Seine letzte Rolle war in dem Pilot für die Fernsehserie M.A.N.T.I.S. Er hinterließ eine Frau und ein gemeinsames Kind. Eine Rolle in Mortal Kombat kam so nicht mehr zustande.

## Filmografie (Auswahl)
- 1978: Enter the Game of Death
- 1980: Der Exterminator I (The Exterminator)
- 1981: Der Söldner (The Soldier)
- 1985: L.I.S.A. – Der helle Wahnsinn (Weird Science)
- 1985: American Fighter (American Ninja)
- 1985: Leben und Sterben in L.A. (To Live and Die in L.A.)
- 1985: Die Maske (Mask)
- 1986: Night Hunter
- 1986: P.O.W. – Die Vergeltung (Behind Enemy Lines)
- 1986: Delta Force (The Delta Force)
- 1987: American Fighter II – Der Auftrag (American Ninja 2: The Confrontation)
- 1988: Ghettobusters
- 1988: Johnny be Good
- 1988: Hero (Hero and the Terror)
- 1989: American Fighter 3 – Die blutige Jagd (American Ninja 3: Blood Hunt)
- 1991: McBain
- 1992: The Player
- 1993: Wieder Ärger mit Bernie (Weekend at Bernie’s II)